# Septima
Septima (šp. séptima) je strofa u španskoj knjizevnosti koja se sastoji od sedam stihova dužeg metra (šp. versos de arte mayor). Rimu nameće pesnik i onakva je kakva on želi da bude, ali pod uslovom da se tri uzastopna stiha ne rimuju parnom rimom. Manje se koristi u našoj metrici. Šema rime je -  A  -  A  -  A  B  -  B

## Primer
-{Yo siento ahora que en mi ser se agita

grandiosa inspiracion,cual fuego hirviente

que se resuelve en el profundo seno

de combusto volcan,y rudamente

a las rocas conmueve. Se levanta

y se eleva mi ardiente fantasia

en alas de lo ideal y mi voz canta.}-
Ruben Dario